# Redoute Béar
Ne doit pas être confondu avec Phare du cap Béar, Sémaphore de Béar ou Fort Béar.
Pour les articles homonymes, voir Bear.
La redoute Béar est une fortification de type Vauban construite en 1694 et située à Port-Vendres, dans le département des Pyrénées-Orientales.

## Histoire
Avec les redoutes du Fanal et de la Presqu’île, la redoute Béar fait partie d’un ensemble de trois fortifications destinées à la défense de Port-Vendres dans les années 1690.
Edifiées en vis-à-vis sur des avancées naturelles, les deux redoutes du Fanal et Béar défendent en particulier l’accès au port dont les travaux ont été entrepris en 1680.
Le fond de l’anse abritant le port est pour sa part défendu par la Redoute de la Presqu’île, également fixée sur un promontoire.

## Iconographie
En 1711, un schéma de Port-Vendres ainsi conçu est établi par le chevalier Simon de Blénau, ancien ingénieur en chef des bâtiments du roi à Port-Vendres.

## Classement
La redoute Béar est inscrite au titre des monuments historiques depuis le 6 juin 1933.